# Grand griffon vendéen
Pour les articles homonymes, voir Griffon vendéen.
Ne doit pas être confondu avec le grand basset griffon vendéen.
Le grand griffon vendéen est une race de chiens originaire de Vendée en France. C'est un chien de grande taille, à l'allure robuste et distinguée, au poil dur long et broussailleux qui existe en de nombreuses couleurs. Il s'agit d'un chien de chasse à tir, voire à courre pour le grand gibier, en meute mais également comme limier. La Fédération cynologique internationale l'a répertorié dans le groupe 6, section 1, standard n° 282.

## Historique

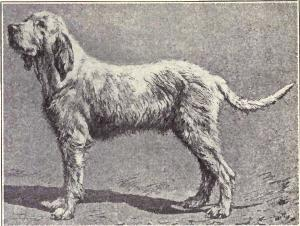
Grand griffon vendéen dans les années 1915.

Les quatre variétés de griffon vendéen sont issues d'une variété de vendéen à poil ras descendant des greffiers également nommés chiens blancs du Roy. Le griffon fauve de Bretagne, le gris de Saint-Louis et le griffons de Bresse ont été utilisés lors de la sélection de la race. Il pourrait également avoir du sang de braque italien. Il était utilisé en meute pour la chasse au loup.
En voie d'extinction après la Seconde Guerre mondiale, la race est sauvée grâce à l’effort de quelques éleveurs qui ont utilisé des chiens courants de type français et le billy. Elle reste cependant rare.

## Standard
Le grand griffon vendéen est un chien courant de grande taille, à forte ossature et bien proportionné et d’allure distinguée. Grosse à la naissance, la queue plutôt longue s'amincit progressivement. Elle est attachée haut et est portée en lame de sabre. La tête allongée est dotées d'oreilles souples, étroites et fines qui sont attachées bas. Les yeux sont grands et vifs, de couleur foncée et surmontés de sourcils bien prononcés mais qui ne couvrent pas l’œil.
Le poil, long sans excès, doit être gros et dur, voire broussailleux, avec un sous-poil fourni. La robe est généralement blanche et orange mais de nombreuses autres couleurs sont admises : le blanc et noir, le noir et feu, le noir et sable, le tricolore, le fauve charbonné, le blanc et sable charbonné et le sable charbonné.

## Caractère
Le grand griffon vendéen est décrit par le standard FCI comme un chien docile, volontaire et passionné. C'est un chien énergique et passionné par la chasse qui a besoin d’espace et de beaucoup d'exercice physique : il est fortement déconseillé de le faire vivre en ville. Le caractère est équilibré, toutefois, l'éducation doit être réalisée dès son plus jeune âge car elle est considérée comme difficile du fait de son caractère très affirmé : le rappel doit être acquis très tôt.

## Utilité
Le grand griffon vendéen est un chien de chasse au grand gibier. C'est un chien endurant sur le terrain, ardent et intelligent, doté d'un bon flair et d'une voix belle et puissante. Il était auparavant utilisé pour la chasse au loup et est à présent utilisé pour le sanglier.

## Entretien
La robe du grand griffon vendéen demande une attention quotidienne car elle peut facilement s’emmêler.

## Le griffon vendéen dans les arts

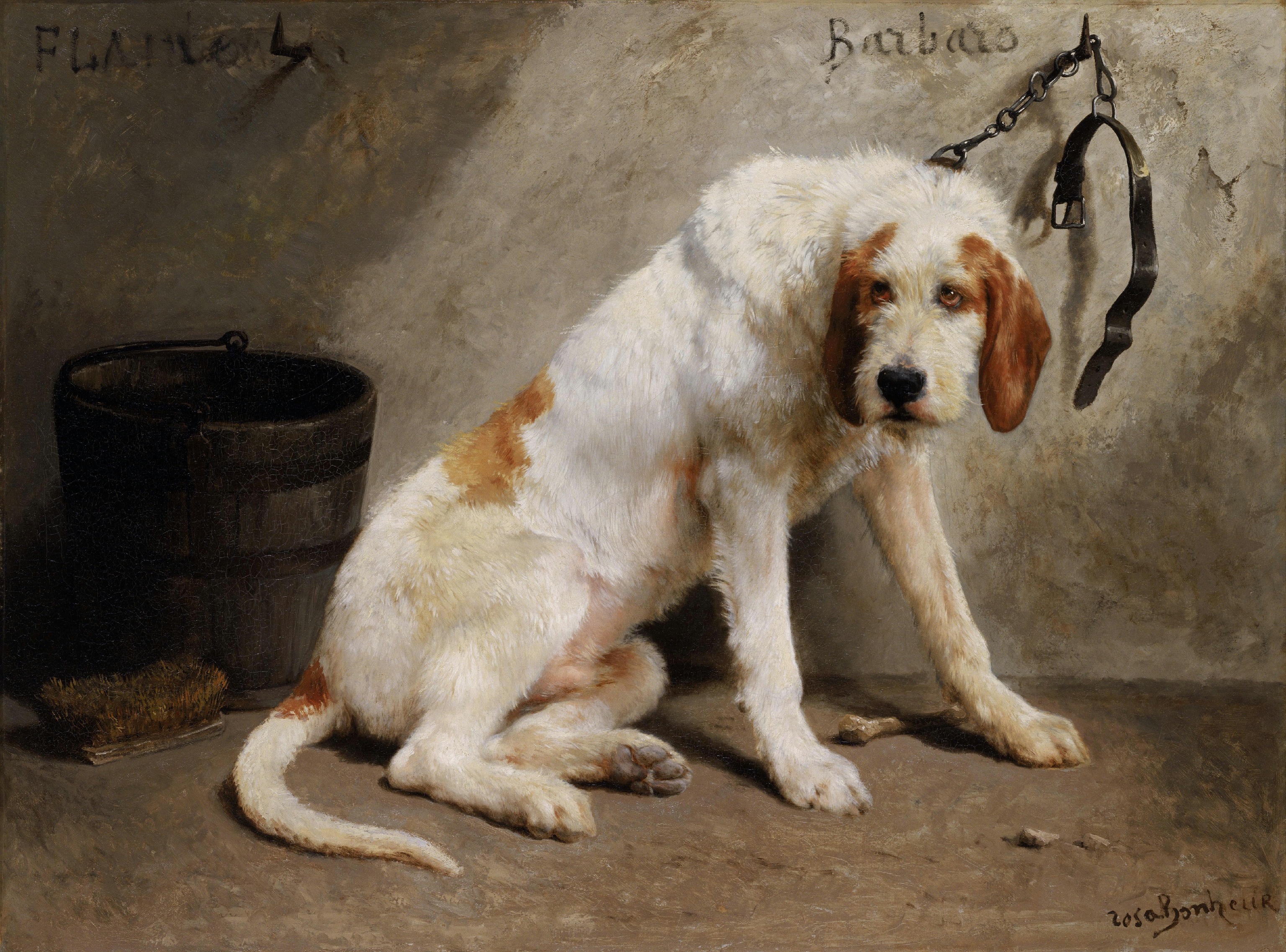
Grand griffon vendéen par Rosa Bonheur.

Le grand griffon vendéen est représenté dans un tableau de Rosa Bonheur.